# ТЕС Кадда (Summit)
ТЕС Кадда (Summit) – генеруючий майданчик неподалік від північно-західної околиці бангладеської столиці Дакки. Складається із двох черг,  зведених за участі сінгапурської компанії Summit Power International (у першій черзі її частка становить 64%, тоді як у другій 20%). 
В 21 столітті на тлі стрімко зростаючого попиту у Бангладеш почався розвиток генеруючих потужностей на основі двигунів внутрішнього згоряння, які могли бути швидко змонтовані. Зокрема, в 2018-му у Кадді почала роботу електростанція Summit Gazipur потужністю 156 МВт, яка має генераторні установки від фінської компанії Wartsila – вісім Wärtsilä 50 та одну Wärtsilä 32. Того ж року поряд запустили проект Summit Gazipur II, котрий має 18 генераторних установок Wärtsilä 46 загальною потужністю 307 МВт.
Основне обладнання надходило  до порту Монга, після чого перевантажувалось на баржі та доправлялось до майданчику станції (неподалік протікає річка Тураг).
Як паливо обидві черги використовують нафтопродукти. 
Видача продукції відбувається по ЛЕП, розрахованій на роботу під напругою 230 кВ (друга черга).
Можливо відзначити, що поруч зі станцією Summit Group знаходяться ТЕС Кадда компанії B-R Powergen та ТЕС Кадда компанії RPCL.